# Stacota breviceps
Stacota breviceps är en insektsart som först beskrevs av Walker 1858.  Stacota breviceps ingår i släktet Stacota och familjen Tropiduchidae. Inga underarter finns listade i Catalogue of Life.